# 志熊三郎
志熊 三郎（しくま さぶろう、1895年〈明治28年〉2月28日 - 1978年〈昭和53年〉）は、日本の検察官、弁護士、公証人。

## 経歴
広島県広島市出身。志熊直人の息子。広島市段原町（現・比治山町）の比治山神社社掌・志熊三郎が1915年に亡くなり、当主の三郎がその後を継承する。
高等師範学校附属中学校を経て、1916年に第三高等学校大学予科を卒業、1919年に東京帝国大学法学部英法科を卒業。三菱造船に入る。
1922年、司法官試補に任ぜられる。1924年、検事に任ぜられる。1925年、釧路地方裁判所検事に補せられる。1929年、台湾総督府検察官に任ぜられ、台北地方法院検察官に補せられる。台中地方法院検察官、台南地方法院嘉義支部上席検察官、高雄地方法院検察官長を経て1943年、新竹地方院検察官。
1946年、弁護士を開業。1948年、広島高検検事に任官。1955年、退官、公証人となる。

## 人物
趣味はゴルフ、庭球、散歩、囲碁。宗教は神道。住所は広島県尾道市十四日町、同市長江2丁目、同市土堂町。

## 家族・親族
志熊家
- 父・直人[2]（広島県神職取締所長[11]）
- 妻・ケイコ（1905年 - ?、神川理一の娘）[2][8]
- 二男・弘義[2]（1931年 - 2021年、弁護士）

親戚
- 二男の妻の父・高橋禎一（検察官、弁護士、衆議院議員）